# Setodes ancala
Setodes ancala är en nattsländeart som beskrevs av Yang och Morse 1989. Setodes ancala ingår i släktet Setodes och familjen långhornssländor. Inga underarter finns listade i Catalogue of Life.